# マイク・エリアス
- マイク・エライアス

マイケル・エリアス（Michael Elias 1982年12月28日 - ）は、MLB・ボルチモア・オリオールズのゼネラルマネージャー （GM）兼副社長（2018年11月 - ）。

## 来歴
バージニア州アレクサンドリア出身。イェール大学を卒業しており、自身も学生時代に野球を投手としてプレーしていた。
大学卒業後、2007年よりセントルイス・カージナルス入りし、2011年までスカウトを務めた。
2011年オフ、上司であるジェフ・ルーノウがヒューストン・アストロズのGMと就任したのに伴い、共に移籍してアマチュアのスカウト部門の主任格（ディレクター）に抜擢された。アストロズが全体1位の指名権を持っていた2012年のMLBドラフトでは、何度もプエルトリコに飛ぶなどして追いかけていたカルロス・コレアを指名した。2015年9月にGM補佐だったデビッド・スターンズがミルウォーキー・ブルワーズのGMに就任すると、後任に指名された。
2018年11月16日、ボルチモア・オリオールズのGM兼副社長に就任した。